# يان يونغبلويد
يان يونغبلويد (بالهولندية: Jan Jongbloed)، (25 نوفمبر 1940 - 31 أغسطس 2023)، هو لاعب كرة قدم ومدرب كرة قدم هولندي سابق.
لعب مع منتخب هولندا لكرة القدم.

## مسيرته الكروية
لعب يان يونغبلويد خلال مسيرته الاحترافية مع 4 أندية في ستة وعشرون موسمًا ولم يسجل خلالها أي هدف ضمن 713 مباراة. ولم يفز بأي موسم بالكأس وفاز في موسم واحد بالدوري.
خاض يان يونغبلويد مسيرته مع دوور فيلسكراخت ستيرك ‏ في موسم 1959–60 ليلعب معه ثلاثة عشر موسمًا، مشاركًا في 339 مباراة ولم يسجل أي هدف. ثم انتقل إلى نادي أمستردام ‏ في موسم 1972–73 ليلعب معه خمسة مواسم، حيث شارك في 161 مباراة ولم يسجل أي هدف أيضًا. لينتقل بعدها إلى نادي رودا كيركراده في موسم 1977–78 ليلعب معه أربعة مواسم، مشاركًا في 132 مباراة ولم يسجل أي هدف أيضًا. ثم انتقل إلى نادي غو أهد إيغلز في موسم 1982–83 ليلعب معه أربعة مواسم، مشاركًا في 81 مباراة ولم يسجل أي هدف أيضًا.

## روابط خارجية
- يان يونغبلويد على موقع الاتحاد الدولي (مؤرشف)  (الإنجليزية)
- يان يونغبلويد على موقع قاعدة بيانات كرة القدم.إي يو (الإنجليزية)
- يان يونغبلويد على موقع ناشيونال فوتبول تيمز (الإنجليزية)
- يان يونغبلويد على موقع عالم كرة القدم.نت (الإنجليزية)